# Juan Mestre y Tudela
Juan Mestre y Tudela (Lérida, 1807-1889) fue un abogado y político español.

## Biografía
Nació en una familia de terratenientes. Era hijo de Cristóbal Mestre, doctor en Derecho, y de Rosa Tudela. Sus antepasados por vía materna habían sido ciudadanos honrados de Barcelona y doctores en leyes en el Antiguo Régimen. Su bisabuelo Pedro Tudela Claret fue regidor absolutista.
Juan Mestre ejerció de abogado y fue alcalde de Lérida durante el reinado de Isabel II de 1857 a 1858 y de 1866 a 1867. Era uno de los líderes más destacados del Partido Moderado en Lérida. Como muestra de su fervor católico, su primera disposición en su segunda etapa como alcalde fue comprar un óleo del Monasterio de Sixena que representaba a Jesucristo para que presidiera la sala de sesiones del Ayuntamiento. En cuanto a las obras públicas, impulsó la reparación del Puente Viejo y la construcción de la fachada neoclásica de la Paería y ordenó el empedrado de muchas calles, el acabado del Parque de los Campos Elíseos, la construcción del gasónomo, etc.
Después de la Revolución de 1868 se adhirió al carlismo y durante el Sexenio Revolucionario presidió la junta carlista de la provincia de Lérida (1870-1871). Continuó como regidor en el Ayuntamiento de Lérida y en 1871 se negó a recibir al rey Amadeo en una visita que hizo a la ciudad, alegando que se trataba de un viaje político.
En 1874, durante la tercera guerra carlista, desempeñó el cargo de vicepresidente de la Diputación de Cataluña presidida por el general Rafael Tristany. Ejerció de facto las funciones de presidente y tuvo que defender la autonomía de la Diputación ante la autoridad militar carlista. Después de la derrota carlista en el centro peninsular, propuso la creación de los Cruzados Marianos con el objetivo principal de «defender los derechos del catolicismo» y el secundario de «auxiliar la legítima causa de Don Carlos VII y por este medio reconquistar para la nación española la unidad religiosa». En el asedio de la Seo de Urgel resultó herido y fue hecho prisionero por los liberales.
Acabada la guerra, continuó ejerciendo su profesión de abogado en Lérida. En 1880 dirigió la primera Junta General de Accionistas de la Caja de Ahorros y Monte de Piedad de Lérida y en diciembre de 1881 presidió el primer Consejo de Administración del Banco Mercantil de Lérida, contribuyendo con dos mil del total de quince mil acciones. En 1885 era vicepresidente de la Comisión provincial de auxilios de la provincia de Lérida y contribuyó con 50 pesetas en una suscripción nacional para los afectados por los terremotos de Granada y Málaga.
En 1888 abandonó el partido carlista, adhiriéndose a la escisión integrista encabezada por Ramón Nocedal, y fue el inspirador doctrinal del Diario de Lérida.
Falleció el 17 de octubre de 1889. Se había casado con Ana Mensa y Font y fue padre de Pedro Mestre y Mensa. Un hermano suyo, Pedro Mestre y Tudela (1811-1865), también ocupó cargos en las instituciones leridanas durante la Década moderada.

## Obras
- Memoria que en la Junta General de Accionistas de la Caja de Ahorros y Monte-Pío de Lérida celebrada el 31 de marzo de 1882 leyó el director de este establecimiento D. Juan Mestre y Tudela Archivado el 2 de enero de 2018 en Wayback Machine..